# Zona de baixes emissions
Una zona de baixes emissions (ZBE) és una zona urbana delimitada on l'accés d'alguns vehicles contaminants està restringit o dissuadit amb l'objectiu de millorar la qualitat de l'aire. Això pot afavorir vehicles com ara bicicletes, vehicles de micromobilitat, (determinats) vehicles de combustible alternatiu, vehicles elèctrics híbrids, híbrids endollables i vehicles de zero emissions com ara els vehicles totalment elèctrics.
Una zona d'ultrabaixes emissions (ZUBE) és una zona amb un requisit d'emissions més estricte que el ZBE.
Una zona de zero emissions (ZZE o, per les seves sigles en anglès, ZEZ) és una ZBE on només es permeten els vehicles de zero emissions. En aquestes zones, tots els vehicles amb motor de combustió interna estan prohibits; això inclou tots els vehicles híbrids endollables que no puguin funcionar amb zero emissions. Només es permeten els vehicles elèctrics amb bateria i els vehicles d'hidrogen en una ZZE, juntament amb els vehicles de transport públic totalment elèctrics, per anar a peu i amb bicicleta, com ara tramvies, autobusos elèctrics, etc.